# Opowieści weekendowe: Skarby ukryte
Opowieści weekendowe: Skarby ukryte – polski dramat z roku 2000 w reżyserii Krzysztofa Zanussiego.

## Fabuła
Główna bohaterka Róża żyje na emigracji w Paryżu. Po latach wraca w rodzinne strony by zawrzeć umowę z właścicielem swojego dawnego domu w sprawie ukrytego tam skarbu.

## Obsada
- Maja Komorowska – Róża
- Agata Buzek – Jola
- Wojciech Siemion – dziadek
- Małgorzata Pritulak – Ola, matka Joli
- Paweł Kowalski – ksiądz
- Sławomir Orzechowski – lekarz
- Eugeniusz Priwieziencew – taksówkarz
- Anna Milewska – kierowniczka domu opieki
- Grzegorz Pacek – kuzyn Róży